# Mount Denauro
Mount Denauro är ett berg i Antarktis. Det ligger i den centrala delen av kontinenten. Nya Zeeland gör anspråk på området. Toppen på Mount Denauro är 2 340 meter över havet.
Terrängen runt Mount Denauro är kuperad norrut, men söderut är den platt. Området är obefolkat.